# Лазар з Віфанії

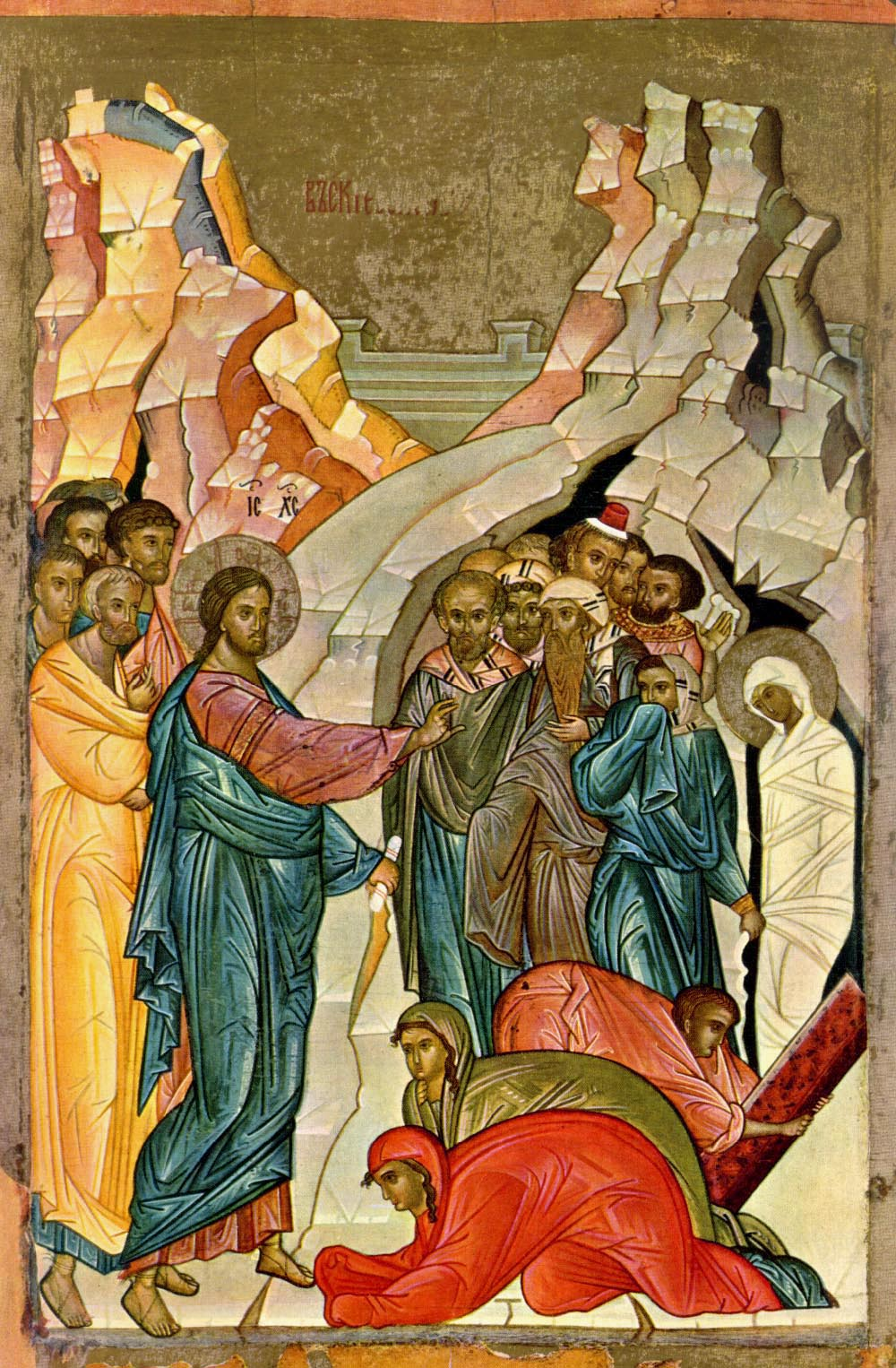
Воскресіння Лазаря. Марія і Марта нахились до ніг Ісуса

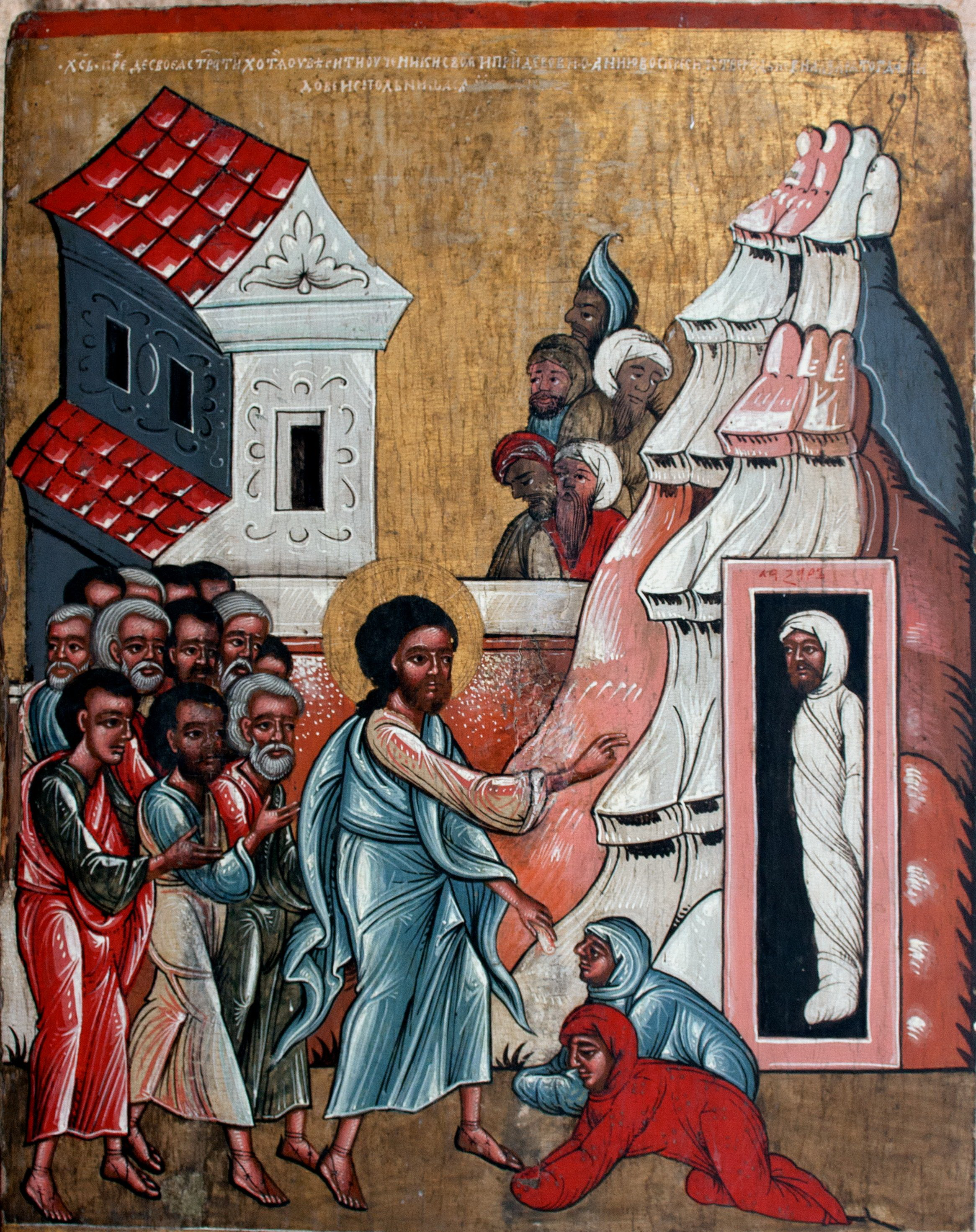
Воскресіння Лазаря" Федуско маляр з Самбора 2 пол 16 ст.

Лазар з Віфанії, Лазар Чотириденний (Лазар — івр. אֶלְעָזָר, трансліт. Elʿāzār, досл. «Єлєаза́р», дав-євр. אֶלְעָזָר, досл. «Бог мені допоміг», лат. Lazarus, грец. Λαζάρος; 3, Віфанія — 63, Кітіон (Кіпр); за легендою: бл. 60, Єрусалим чи Марсел) — брат Марти і Марії, житель Витанії, якого Ісус Христос воскресив на четвертий день після смерті.
На відміну від звістки про його сестер описаних у Євангелії від Луки та Івана, про Лазаря розповідає лише євангеліст Іван.

## Євангеліє від Івана
Євангеліє від Івана у 11 главі (Ів. 11) розповідає про хворобу, смерть та воскресіння Лазаря. Також з цього розділу видно, що Лазар, Марія та Марта є сестрами та братом і близькими друзями Ісуса.
 Ісус не поспішив зразу до Витанії, а почекав два дні і сказав «…Не на смерть ця недуга, а на Божу славу, щоб Син Божий прославився нею» (Ів. 11:4). Коли Ісус наблизився до Витанії, Марта вибігла зустрічати його. Про Марію каже євагенлелист Іван: «Марія ж удома сиділа». Лазар помер і був уже у гробі 4 дні. При зустрічі з Ісусом Марта промовила: «Коли б, Господи, був Ти отут, то не вмер би мій брат… Та й тепер, знаю я, що чого тільки в Бога попросиш, то дасть Тобі Бог!». Проте вона не розуміє спочатку відповіді Ісуса — «Промовляє до неї Ісус: Воскресне твій брат!», хоча показує віру у воскресіння останнього дня. Та на кінець діалогу Марта промовляє визнання віри «Так, Господи! Я вірую, що Ти Христос, Син Божий, що має прийти на цей світ. І промовивши це, відійшла та й покликала нишком Марію…». По дорозі до гробниці Лазаря Ісус зустрів Марію та юдеїв, які прийшли оплакувати Лазаря і собі заплакав. Юдеї, що бачили це, казали: «Дивись, як любив його». Коли підійшли до печери, в якій був похований Лазар Ісус говорить з юдеями та Мартою: «Відваліть цього каменя! Сестра вмерлого Марта говорить до Нього: Уже, Господи, чути, бо чотири вже дні він у гробі… Ісус каже до неї: Чи тобі не казав Я, що як будеш ти вірувати, славу Божу побачиш? (Ів. 11:30-40)» і відвалили від неї камінь, Ісус став молитися:
 Після цих слів з печери вийшов воскреслий Лазар, «по руках і ногах обв'язаний пасами, а обличчя у нього було перев'язане хусткою». Ісус наказав розв'язати його.
Після оповідання про воскресіння, Лазар згадується як один з при столі на вечорі у Витанії на якій Марія помазала ноги Ісуса миром (Ів. 12:1–3). Як оповідає євангеліст багато з юдеїв у той день прийшли до Витанії «та й поприходили не з-за Ісуса Самого, але щоб побачити й Лазаря, що його воскресив Він із мертвих.» (Ів. 12:9).

## Християнська традиція
Згідно з пізнішими переказами Лазарю на момент переслідування юдеями у 33 році нашої ери було 30 років, після воскресіння та початку життя на Кіпрі Лазар прожив ще 30 років. Він був другом Ісуса Христа (Ів. 11:11), став сповідувати віру в Ісуса Христа, а апостоли Павло й Варнава рукоположили його бути першим єпископом, в 45 році н. е. Лазар став служити єпископом на Кіпрі до 63 року н. е. в місті Кітіон (стара назва міста Ларнака), дати його смерті в місті Кітіон; на його могилі у IX–X ст. в Ларнаці була споруджена Церква Святого Лазаря. Під час свого єпископства на Кіпрі Лазар удостоївся відвідування Богородиці, яка залишила йому свій омофор (власноруч нею зроблений). За наказом імператора Лева VI частина мощів святого Лазаря була перенесена до м. Константинополя у 898 р., де були покладені в храмі Праведного Лазаря. Але голова Лазаря була залишена на Кіпрі. Перенесення мощей невдовзі стало православним святом, що відзначається 17 (30) жовтня. Під час хрестових походів у 1204–1291 р. частина мощей святого Лазаря була перенесена з м. Константинополя до м. Марселя, у Францію.
Також існує легенда про Святий Ґрааль, відповідно до якої його рідною сестрою була Марія Магдалина, яка по легенді була дружиною Ісуса Хреста, що робить Лазаря шурином Ісуса. Відповідно до цієї легенди Лазар разом зі своєю сестрою проповідував у Франції, став єпископом Марселя і був похований на місці майбутнього frКафедрального собору Отену. Святкування Лазаревої суботи випереджає Вхід Господній у Єрусалим — та її відзначення сягає перших віків християнства.

## Галерея

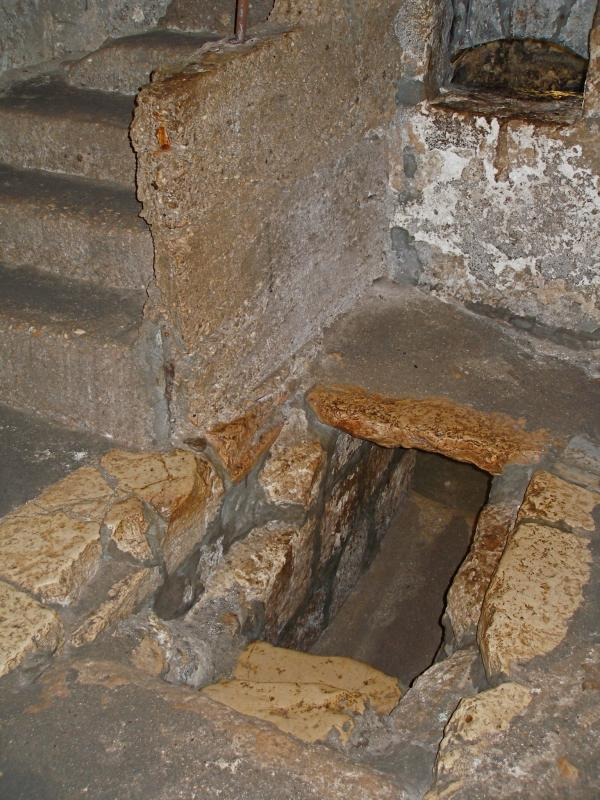
Вхід у перше[3] місце поховання Лазаря в Віфанії, де його воскресив Ісус Христос
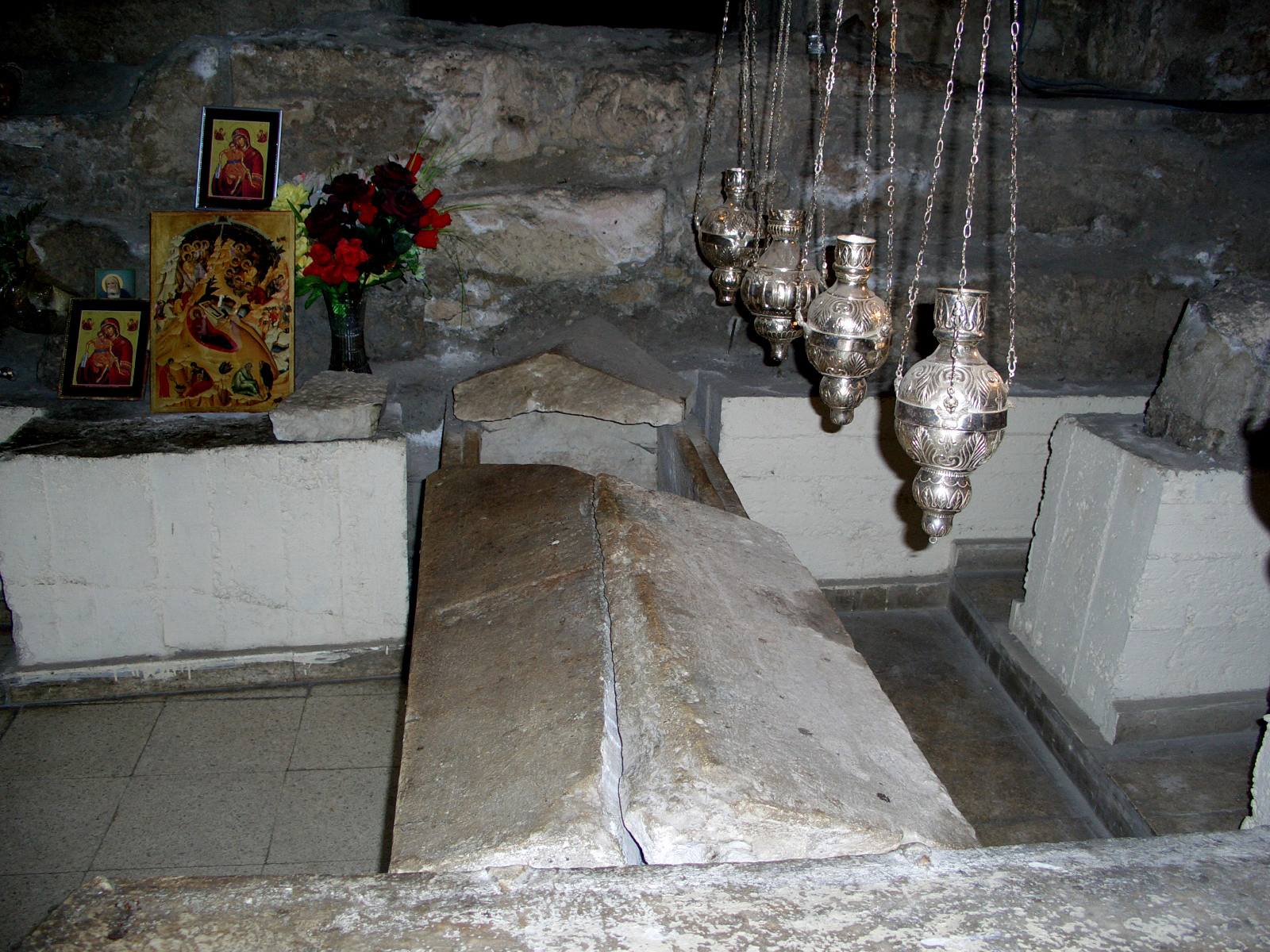
Гробниця другого[3][11] поховання святого Лазаря, Кіпр (Церква Святого Лазаря)
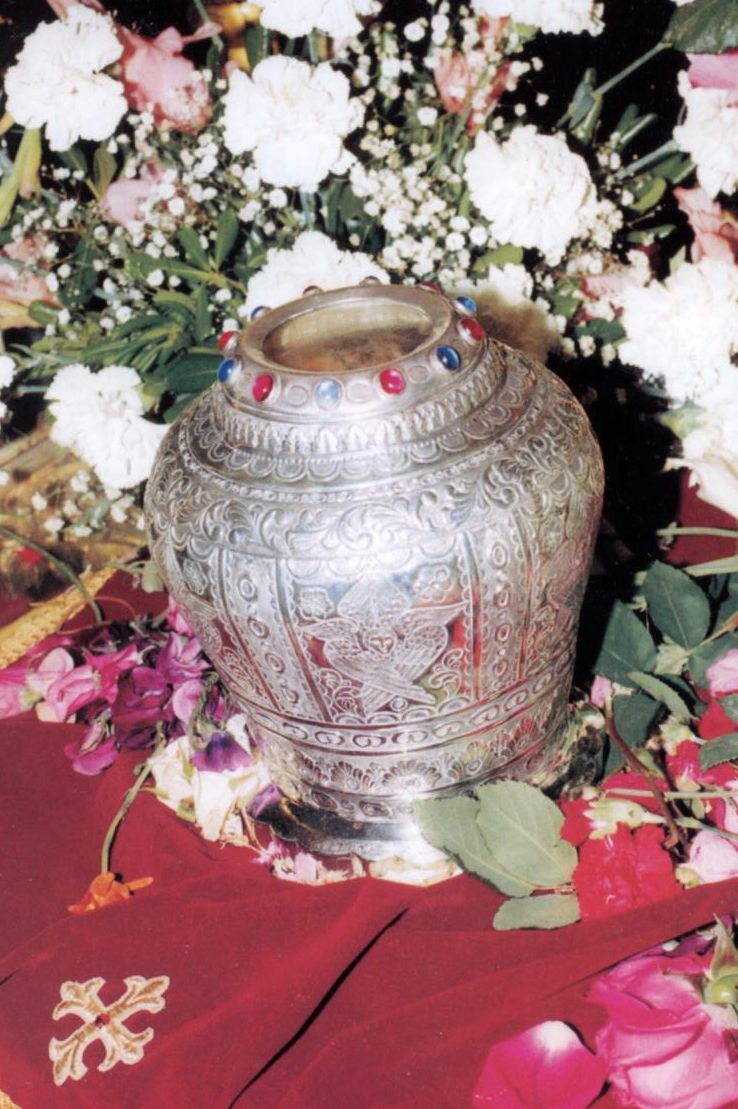
Мощевик з головою святого Лазаря[9][11], Кіпр (Церква Святого Лазаря)
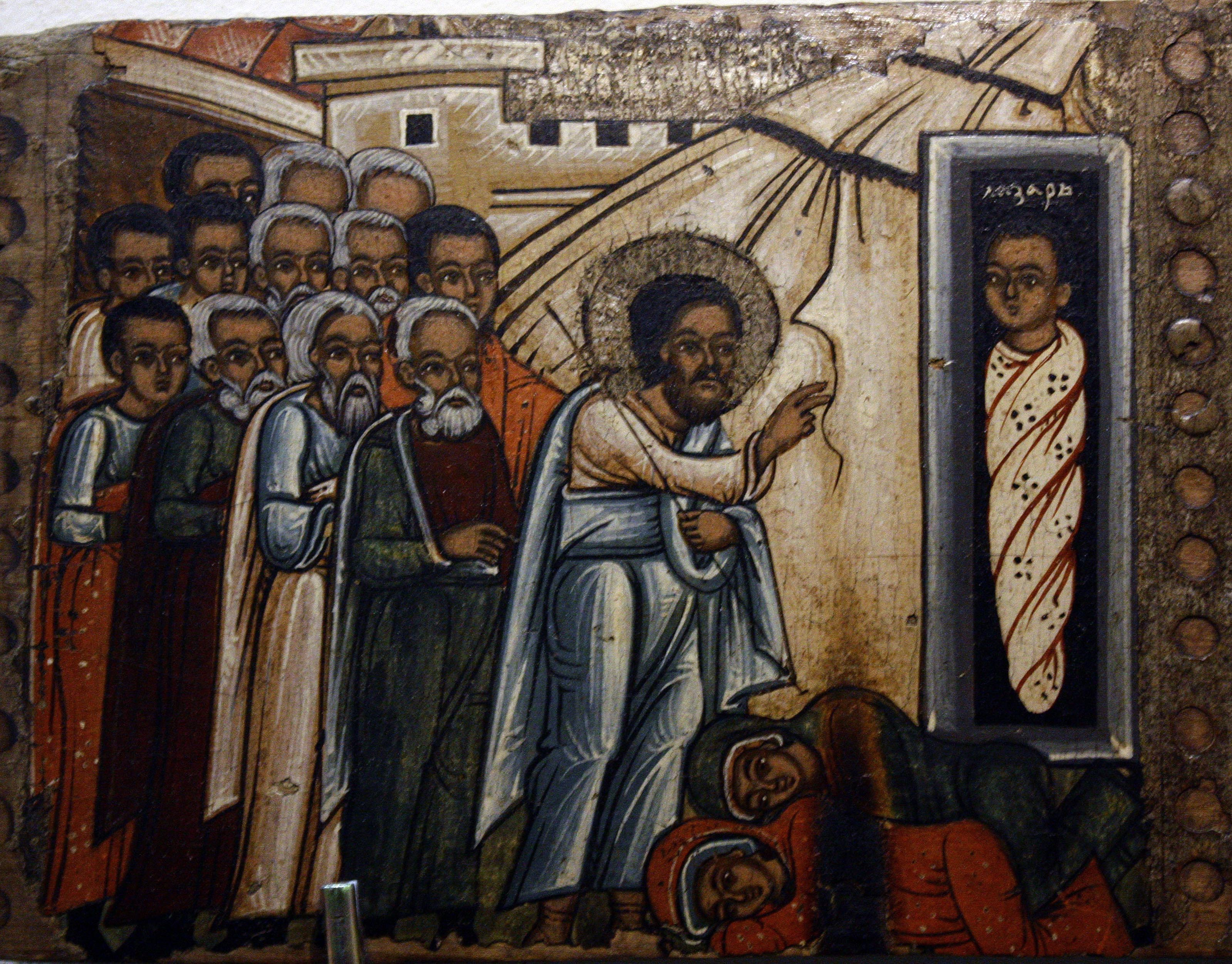
«Воскресіння Лазаря». Сколе, Самбірська школа